# Renealmia sessilifolia
Renealmia sessilifolia là một loài thực vật có hoa trong họ Gừng. Loài này được Gagnep. miêu tả khoa học đầu tiên năm 1902.